# Grifón vandeano grande
El Gran Grifón Vendeano es una raza de perro de caza originario de Francia existente desde el siglo XVI y fue el primero de los grifones vendeanos en criarse.
Es un descendiente de los "Canis Segusius" de los galos, a través de los llamados King's whites y Griffon Fauve de Bretagne, quien también es ancestro del Basset Fauve de Bretagne.
Existen varias razas de grifones originarios de Vendée, todos ellos de menor tamaño: Briquet Grifón Vendeano, Gran Basset Grifón Vendeano y el Pequeño Basset Grifón Vendeano.  Otras razas de grifones relacionadas son Basset leonado de Bretaña, el Grifón azul de Gascuña y el Grifón del Nivernais.